# 佐世保西郵便局
佐世保西郵便局（させぼにしゆうびんきょく）は、長崎県佐世保市にある郵便局。民営化前の分類では集配普通郵便局であった。

## 概要
住所：〒858-8799 長崎県佐世保市新田町67番地3
佐世保市の西部、相浦地域の市街地内にある。
民営化直前の集配業務再編において、多くの集配普通郵便局は統括センターとなったが、当局は配達センターとされたため、民営化後も郵便事業株式会社の支店は併設されず、集配センターが併設された。

## 沿革
- 1880年（明治13年）10月10日 - 中里（なかざと）郵便局（五等）として開設[1]。
- 1885年（明治18年）6月25日 - 貯金取扱を開始。
- 1886年（明治19年）1月1日 - 相浦（あいのうら）郵便局に改称。同年4月1日より為替取扱を開始。
- 1897年（明治30年）2月16日 - 相浦郵便電信局となる。
- 1903年（明治36年）4月1日 - 通信官署官制の施行に伴い相浦郵便局となる。
- 1957年（昭和32年）1月21日 - 電話通話および和文電報受付事務の取扱を開始[2]。
- 1980年（昭和55年）12月1日 - 佐世保市相浦町から、同市新田町へ局舎を新築、移転するとともに、佐世保西郵便局に改称。
- 2000年（平成12年）8月14日 - 外国通貨の両替および旅行小切手の売買に関する業務取扱を開始。
- 2007年（平成19年）2月19日 - 黒島郵便局から集配業務を移管[3]。
- 2007年（平成19年）10月1日 - 民営化に伴い、併設された郵便事業佐世保支店佐世保西集配センターへ一部業務を移管。
- 2012年（平成24年）10月1日 - 日本郵便株式会社発足に伴い、郵便事業佐世保支店佐世保西集配センターを佐世保西郵便局に統合。

## 取扱内容
- 郵便、印紙、ゆうパック、内容証明
- 貯金、為替、振替、振込、国際送金、外貨両替・トラベラーズチェック、国債、投資信託
- 生命保険、バイク自賠責保険、自動車保険
- ゆうちょ銀行ATM
- 佐世保市内の一部地域の集配業務

## 周辺
- 長崎県道11号佐世保日野松浦線
- 佐世保市役所相浦支所
- 佐世保市相浦地区公民館（相浦文化センター）
- 長崎県警相浦警察署
- 佐世保市立相浦小学校
- 相浦川

※長崎県立佐世保西高等学校は市内中北部の大野地域にある。最寄り郵便局は佐世保北郵便局。

## アクセス
- 松浦鉄道西九州線 上相浦駅下車すぐ
- 西肥バス（させぼバスも含む） 木宮町停留所下車
- 西九州自動車道 相浦中里IC出入口から南西へ約800m
- 駐車場あり：23台